# Gerard William Battersby
Gerard William Battersby (Detroit, 15 maggio 1960) è un vescovo cattolico statunitense, dal 19 marzo 2024 vescovo di La Crosse.

## Biografia
Gerard William Battersby è nato a Detroit, nel Michigan, il 15 maggio 1960 da Christopher Battersby e Helen (nata Buckley).

### Formazione e ministero sacerdotale
Ha frequentato la parrocchia di San Benedetto e le scuole pubbliche di Lamphere a Madison Heights. In seguito ha conseguito un Bachelor of Science in biologia presso la Wayne State University di Detroit. Ha dichiarato di aver realizzato per la prima volta che sarebbe diventato prete durante un viaggio universitario nelle isole britanniche:
Sebbene il suo piano originale fosse quello di frequentare la facoltà di medicina, dopo la laurea ha iniziato a lavorare per un'azienda farmaceutica come rappresentante. In seguito è divenuto perito immobiliare nell'azienda di suo padre.
Nel 1993 è entrato in seminario. Nel 1998 ha ottenuto il Master of Divinity presso il seminario maggiore "Sacro Cuore" di Detroit.
Il 30 maggio 1998 è stato ordinato presbitero per l'arcidiocesi di Detroit nella cattedrale arcidiocesana dal cardinale Adam Joseph Maida, arcivescovo metropolita di Detroit. In seguito è stato vicario parrocchiale della parrocchia di Santa Tecla a Clinton Township dal 1998 al 2000, vicario parrocchiale della parrocchia del Cuore Immacolato di Maria a Detroit dal 2000 al 2001, parroco della parrocchia di San Cristoforo a Detroit dal 2001 al 2007, direttore della formazione presso il seminario maggiore "Sacro Cuore" di Detroit dal 2007 al 2009 e amministratore parrocchiale della parrocchia di San Leo dal 2007 al 2009. Nel 2008 ha conseguito la licenza in nuova evangelizzazione presso il seminario maggiore "Sacro Cuore" di Detroit. Nel 2009 è stato inviato a Roma per proseguire gli studi presso il Pontificia università "San Tommaso d'Aquino". Tornato in patria è stato vice-rettore e decano della formazione del seminario maggiore "Sacro Cuore" di Detroit dal 2011, parroco della parrocchia di Santa Maria di Redford dal 2015 e vicario foraneo del vicariato di Detroit Nord-Ovest.
È stato anche membro del consiglio presbiterale.

### Ministero episcopale

Stemma di monsignor Battersby come vescovo ausiliare di Detroit.

Il 23 novembre 2016 papa Francesco lo ha nominato vescovo ausiliare di Detroit e titolare di Eguga. Ha ricevuto l'ordinazione episcopale il 25 gennaio successivo nella cattedrale del Santissimo Sacramento a Detroit dall'arcivescovo metropolita di Detroit Allen Henry Vigneron, co-consacranti l'arcivescovo-vescovo ausiliare della stessa arcidiocesi Paul Fitzpatrick Russell e il vescovo di Winona John Michael Quinn.
Ha prestato servizio come vicario generale, moderatore regionale della regione Sud dal 25 gennaio 2017  e amministratore temporaneo delle parrocchie di San Carlo Borromeo a Newport e di Sant'Anna a Monroe dal 18 marzo 2018.
Nel dicembre del 2019 ha compiuto la visita ad limina.
Nel marzo del 2020, Battersby ha inviato una lettera al reverendo Victor Clore, parroco della parrocchia di Cristo Re a Detroit. In essa vieta al gruppo locale di sostegno per le famiglie dei cattolici LGBTQ, Fortunate Families, di incontrarsi nella sua chiesa o in qualsiasi altra struttura ecclesiastica dell'arcidiocesi. La missiva sosteneva anche che Fortunate Families avrebbe dovuto rinunciare a dichiararsi "cattolica operante nell'arcidiocesi di Detroit". Battersby ha scritto che il dissenso del gruppo dall'insegnamento cattolico rappresentava un pericolo per i suoi membri. Ha suggerito che essi si unissero a EnCourage, un ministero approvato che opera nell'arcidiocesi.
Il 19 marzo 2024 papa Francesco lo ha promosso vescovo di La Crosse. Ha preso possesso della diocesi il 20 maggio successivo con una cerimonia tenutasi nella cattedrale di San Giuseppe Lavoratore a La Crosse.
In seno alla Conferenza dei vescovi cattolici degli Stati Uniti è membro del comitato ad hoc contro il razzismo.

## Genealogia episcopale
La genealogia episcopale è:
- Cardinale Scipione Rebiba
- Cardinale Giulio Antonio Santori
- Cardinale Girolamo Bernerio, O.P.
- Arcivescovo Galeazzo Sanvitale
- Cardinale Ludovico Ludovisi
- Cardinale Luigi Caetani
- Cardinale Ulderico Carpegna
- Cardinale Paluzzo Paluzzi Altieri degli Albertoni
- Papa Benedetto XIII
- Papa Benedetto XIV
- Papa Clemente XIII
- Cardinale Marcantonio Colonna
- Cardinale Giacinto Sigismondo Gerdil, B.
- Cardinale Giulio Maria della Somaglia
- Cardinale Carlo Odescalchi, S.I.
- Cardinale Costantino Patrizi Naro
- Cardinale Lucido Maria Parocchi
- Papa Pio X
- Cardinale Gaetano De Lai
- Cardinale Raffaele Carlo Rossi, O.C.D.
- Cardinale Amleto Giovanni Cicognani
- Cardinale Pio Laghi
- Cardinale Adam Joseph Maida
- Arcivescovo Allen Henry Vigneron
- Vescovo Gerard William Battersby